# Badminton under sommer-OL 2024 - herresingle
Herrernes singleturnering i badminton ved sommer-OL 2024 finder sted fra 27. juli til 5. august 2024 i Porte de la Chapelle Arena i Paris. I alt konkurrere 41 spillere fra 36 nationer ved turneringen.